# Karl von Kageneck (General)
Karl Marquard Viktor Graf von Kageneck (* 10. Mai 1871 in Munzingen; † 23. April 1967) war ein preußischer Generalmajor und Militärattaché.

## Leben
Karl von Kageneck stammte aus der in Baden ansässigen katholischen Adelsfamilie von Kageneck. Er trat als junger Mann am 1. Oktober 1889 in die Preußische Armee ein. 1891 wurde er zum Sekondeleutnant befördert. Nachdem er von 1901 bis 1902 die Kriegsakademie absolviert hatte, wurde er am 22. Mai 1902 zum Großen Generalstab kommandiert. Im Jahr darauf erfolgte seine Aggregierung. Am 17. Januar 1904 zum Hauptmann befördert, kam er noch im gleichen Monat im Generalstab des VIII. Armeekorps zum Einsatz. Nach Ablauf von anderthalb Jahren erfolgte seine Rückkommandierung zum Großen Generalstab, um von dort als Militärattaché an der deutschen Gesandtschaft in Brüssel tätig zu werden. Hier löste er den Militärattaché Detlof von Winterfeldt (1867–1940) ab. Geschäftsträger der Gesandtschaft war zu dieser Zeit Nikolaus von Wallwitz (1852–1941). Nach nur einem Jahr Einsatzzeit in Brüssel wurde von Kageneck am 13. September 1906 zum Rittmeister befördert und als Flügeladjutant des Kaisers Wilhelm II. eingesetzt. Zeitnah wechselte er an die deutsche Botschaft nach Wien als Militärattaché und löste hier Karl-Ulrich von Bülow (1862–1914) ab. Deutscher Botschafter in Wien war zu dieser Zeit Graf Carl von Wedel (1842–1919). Der Standort Wien nahm in den politischen Beziehungen Preußens einen erheblich wichtigen Platz ein. Denn Österreich-Ungarn gehörte zu den wichtigsten Verbündeten Deutschlands, und bereits seit der Jahrhundertwende gab es sowohl in politischen als auch in militärischen Fragen zwischen dem Deutschen Reich und der Österreichisch-Ungarische Doppelmonarchie eine intensive Abstimmung. Von Kageneck oblagen gemeinsam mit dem Marineattaché Paul Rampold (1860–1926) der Informationsaustausch in allen militärischen Fragen und die Pflege der militärpolitischen Beziehungen. Am 24. Dezember 1908 wurde er zum Major und am 27. Januar 1914 zum Oberstleutnant befördert. Zwischenzeitlich war er im September 1909, als Ehrendienst des Erzherzog Franz Ferdinand, als auch im September 1910 als Flügeladjutant des Kaisers an den alljährlich abgehaltenen Kaisermanövern beteiligt.

## Erster Weltkrieg
Nachdem er in der Julikrise von 1914 als Bindeglied zwischen dem deutschen und dem österreichisch-ungarischen Generalstab fungiert hatte, war Karl von Kageneck in den ersten Kriegsmonaten der deutsche Verbindungsmann im Hauptquartier des österreichisch-ungarischen Generalstabschef Franz Conrad von Hötzendorf. Sein erhalten gebliebenes Kriegstagebuch ist eine nicht unbedeutende Quelle über die von Kageneck miterlebten Ereignisse und seine Beobachtungen bieten Anhaltspunkte über die, den Entscheidungen und Maßnahmen dieser Zeit zugrundeliegenden Gedanken und Motive. Dieses Amt bekleidete er schließlich bis zum 27. Februar 1916. Sein Nachfolger als Militärattaché in Wien wurde Major Wolfgang Muff (1880–1947). Am 18. August 1916 wurde von Kageneck zum Oberst befördert und zum Kommandeur der 28. Kavallerie-Brigade ernannt. Später wurde er an der Westfront von kanadischen Truppen in Kriegsgefangenschaft genommen und bis zum Kriegsende in einem verhältnismäßig komfortablen britischen Internierungslager für deutsche Stabsoffiziere festgehalten.                                     Aus der Kriegsgefangenschaft wurde er am 25. Oktober 1919 wieder entlassen.

## Familie
Am 8. November 1910 heiratete Karl in Lieser Maria von Schorlemer-Lieser (1888–1959), einer Tochter des preußischen Landwirtschaftsministers Clemens Freiherr von Schorlemer-Lieser. Aus der Ehe gingen folgende Kinder hervor:
- Clemens-Heinrich (* 1913)
- Franz Joseph (1915–1941), gefallen, ⚭ 1939 Elisabeth Prinzessin von Bayern (1913–2005)
- Fritz-Leo (* 1916)
- Arbogast "Erbo" (1918–1942)
- August (* 1922)
- Elisabeth (* 1925)